# Egipte (fill de Belos)
Egipte (en grec antic ΑἴγυπτοςAigyptos) va ser segons la mitologia grega un fill de Belos i Anquinoe o Aquiroe. Per part de pare descendia directament de Posidó, i per part de mare del déu-riu Nil. Tenia un germà bessó, Dànau.
Belos, que era rei de les terres d'Àfrica, va donar Líbia a Dànau, i establí Egipte a la regió d'Aràbia. Però aquest va conquerir el país dels melàmpodes, "els dels peus negres", i el va anomenar Egipte, segons el seu mateix nom.
Egipte tenia cinquanta fills de diferents dones. El seu germà Dànau cinquanta filles. Una discussió entre els dos germans va fer que Dànau fugís cap a l'Argòlida. Els fills d'Egipte el van anat a trobar i li van demanar la mà de les seves cinquanta filles, cosa a la què Dànau accedí. Però la nit de noces va fer assassinar els nois per les seves promeses. Privat dels seus fills, i tement persecució per part del seu germà, mort de tristesa, es va retirar a Àroe, on finalment va morir.